# Osman El-Sayed
Muhammad Osman El-Sayed (arabiska: محمد عثمان السيد), född den 28 februari 1930 i Alexandria, Egypten, död 21 april 2013, var  en före detta egyptisk brottare som tog OS-silver i flugviktsbrottning i grekisk-romersk stil 1960 i Rom.